# Vesszős köles
A vesszős köles vagy ágas köles (Panicum virgatum) az egyszikűek (Liliopsida) osztályának perjevirágúak (Poales) rendjébe, ezen belül a perjefélék (Poaceae) családjába tartozó faj.

## Előfordulása
A vesszős köles előfordulási területe Észak-Amerika. Az elterjedése a kanadai 55-ös szélességi körtől délre, az Amerikai Egyesült Államok nagy részén keresztül, egészen Mexikóig terjed. Az észak-amerikai prérik egyik legfőbb füve.

## Megjelenése
Ez a fű, igen hatalmas gyöktörzses gyökérrendszerrel rendelkező, évelő növényfaj. Akár 2,7 méter magasra is megnőhet. A levele 30-90 centiméter hosszú, jól kiemelkedő középérrel. A virágai jól fejlett bugavirágzatba tömörülnek. Ez a bugavirágzat akár 60 centiméteres is lehet, és számos magot hoz. A mag 3-6 milliméter hosszú és 1,5 milliméter széles. Mindkét pelyva jelen van és jól fejlett. Érésközben a magok előbb rózsaszínűek aztán sötétlilák, végül a levelekkel együtt megsárgulnak. Ha hagyják, akkor igen jól terjed.

## Életmódja
Tavasztól őszig zöldül, főleg a száraz nyarakat kedveli. Amikor szárazság van, hatalmas mennyiségű szén-dioxidot gyűjt magába. A prérik mellett sok más élőhelyen is megtalálható. Az utak szélén is nő. Ahol megtelepedett, ott 10 vagy annál több évig is élhet.

## Felhasználása
Habár az első amerikai telepeseknek gondot okozott szántáskor - mivel az eke belegabalyodott vagy el is tört a gyökereiben -, manapság sok mindenre használják ezt a füvet. Hatalmas gyökérrendszerének köszönhetően kiváló talajkötő növény, továbbá nagy mennyiségű szén-dioxidot szív ki a levegőből. Mivel nagyméretű és igen jól szaporodik, hatalmas mennyiségű biomasszát alkot, melyet az ember megújuló energiaforrásként elektromos energiát termel. Továbbá az ember etanol és butanol kinyeréséhez is felhasználja. A vadon növő állományai mellett, több farm is termeszti. A vesszős köles számos vad- és háziállatnak szolgál táplálékul, továbbá az apróvadak búvóhelye is.

## Képek

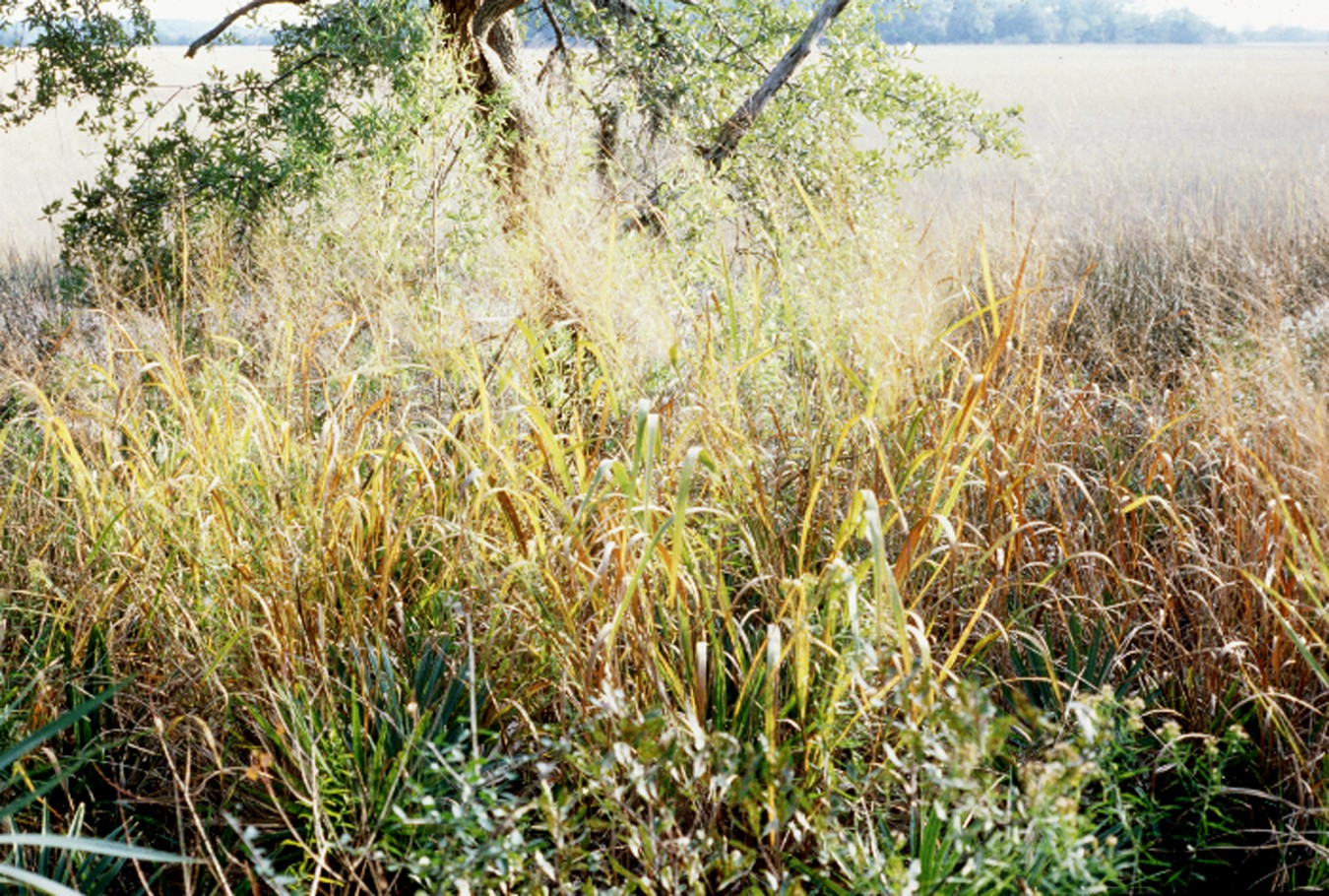
A természetes élőhelyén
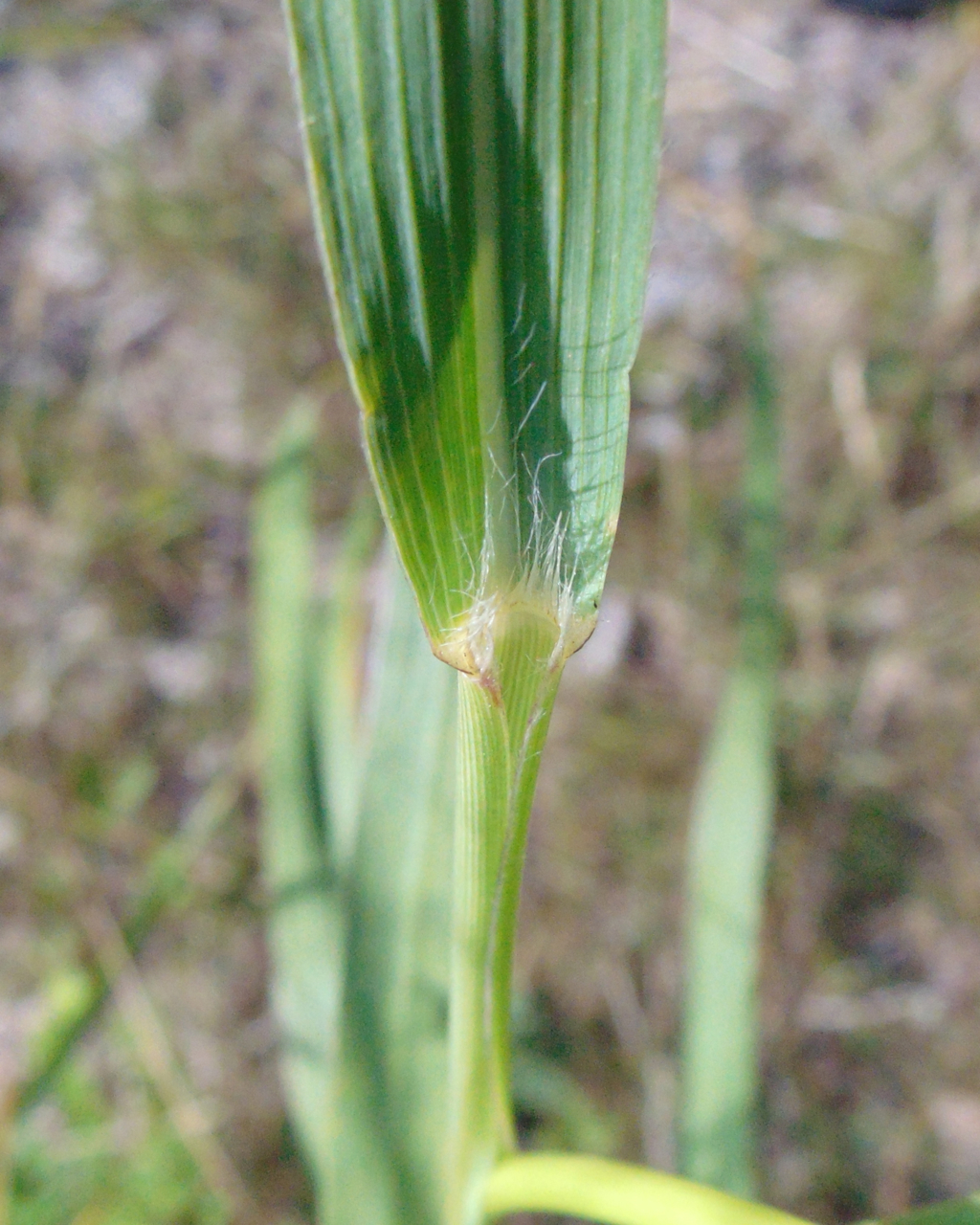
Levelei közelről
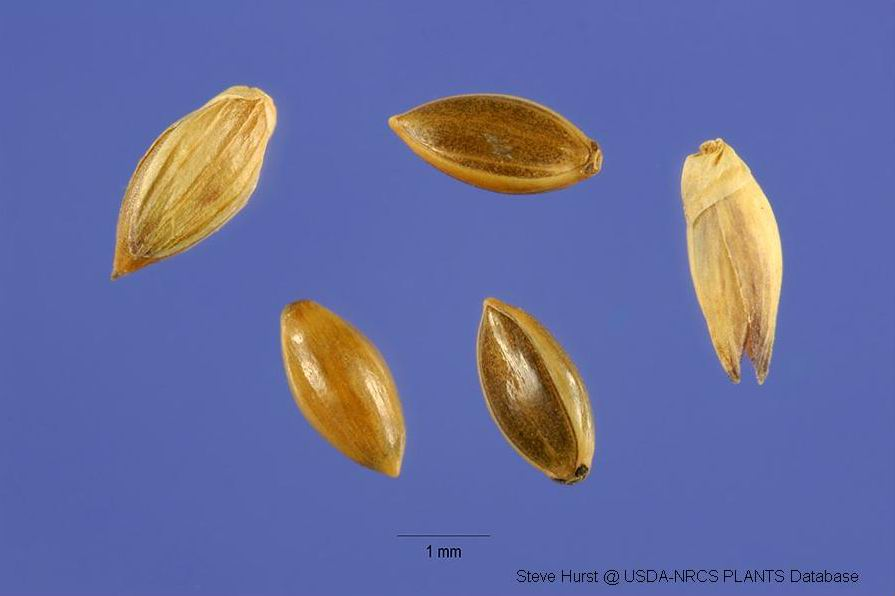
Érett magvai
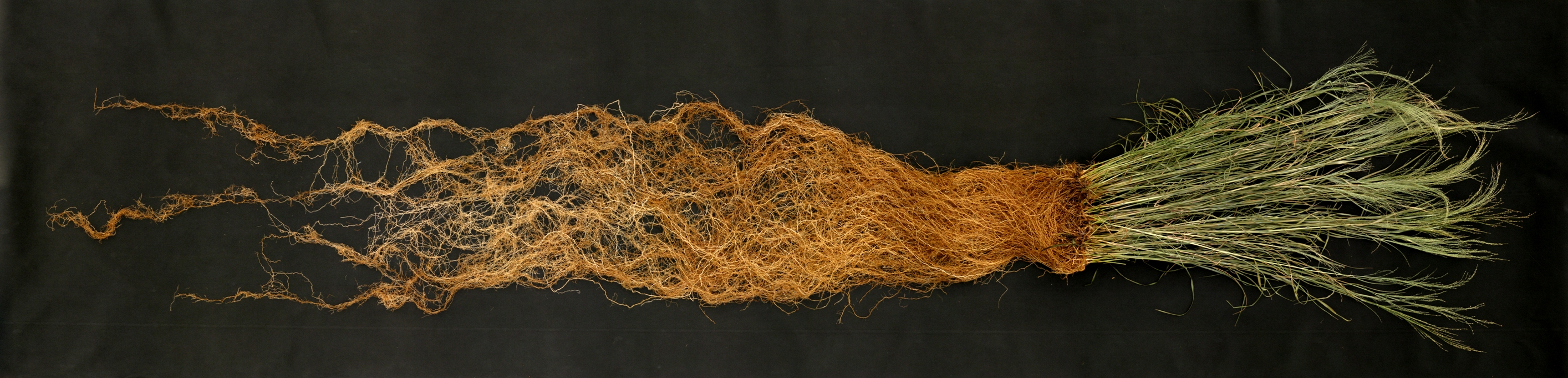
A növény gyökerestül

## Fordítás
- Ez a szócikk részben vagy egészben  a   Panicum virgatum című angol Wikipédia-szócikk ezen változatának fordításán alapul.  Az eredeti cikk szerkesztőit annak laptörténete sorolja fel. Ez a jelzés csupán a megfogalmazás eredetét és a szerzői jogokat jelzi, nem szolgál a cikkben szereplő információk forrásmegjelöléseként.